# HD68351
HD68351 — хімічно пекулярна зоря спектрального класу A0, що має видиму зоряну величину в смузі V приблизно  5,6.
Вона  розташована на відстані близько 872,1 світлових років від Сонця.

## Фізичні характеристики
Зоря HD68351 обертається 
порівняно повільно 
навколо своєї осі. Проєкція її екваторіальної швидкості на промінь зору становить  Vsin(i)= 33км/сек.

## Пекулярний хімічний склад
Зоряна атмосфера HD68351 має підвищений вміст 
Si
.

## Магнітне поле
Спектр даної зорі вказує на наявність магнітного поля у її зоряній атмосфері.
Напруженість повздовжної компоненти поля оціненої з аналізу
наявних ліній металів
становить  151,8± 393,1 Гаус.